# Álvaro Pereira
Álvaro Pereira (n. 28 ianuarie 1985, Montevideo, Uruguay) este un fotbalist uruguayan de fotbal, aflat sub contract cu clubul Estudiantes de La Plata dar este imprumutat la Cerro Porteño. De asemenea el este și un component al echipei naționale de fotbal a Uruguayului. A evoluat un sezon în Liga I, între 2008 și 2009 jucând la CFR Cluj. În iunie 2009 a semnat cu FC Porto, CFR Cluj încasând suma de 4,5 milioane € în schimbul sud-americanului.

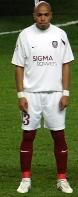
Pereira la CFR Cluj.

## Palmares

### Jucător
- Cluj:
  - Cupa României: 2008–09[1]

- Porto:
  - UEFA Europa League: 2010–11
  - Primeira Liga: 2010–11
  - Taça de Portugal: 2009–10
  - Supertaça Cândido de Oliveira: 2009, 2010
  - Taça da Liga: Locul doi 2009–10